# Giraumont (Oise)
Giraumont település Franciaországban, Oise megyében. Lakosainak száma 524 fő (2022. január 1.). Giraumont Coudun, Longueil-Annel, Mélicocq és Villers-sur-Coudun községekkel határos.

## Népesség
A település népességének változása:
| Lakosok száma | 517  | 534  | 563  | 539  | 539  | 532  | 530  | 527  | 524  |
|               | 2013 | 2015 | 2016 | 2017 | 2018 | 2019 | 2020 | 2021 | 2022 |